# Zentrale Dokumentation Tiergenetischer Ressourcen in Deutschland
Die Zentrale Dokumentation Tiergenetischer Ressourcen in Deutschland (TGRDEU) ist eine Datenbank für Bestandszahlen und die Charakterisierung in Deutschland gehaltener Rassen und Zuchttiere und damit das Verzeichnis der organisierten Tierzucht in Deutschland. In ihr sind Zuchttierbestände seit 1997 erfasst und dokumentiert.
Die TGRDEU wird vom Informations- und Koordinationszentrum für Biologische Vielfalt (IBV) der Bundesanstalt für Landwirtschaft und Ernährung (BLE) betrieben, einer Behörde des Bundes, die im Geschäftsbereich des Bundesministeriums für Ernährung und Landwirtschaft (BMEL) angesiedelt ist. Sie enthält Informationen über die in Deutschland gezüchteten landwirtschaftlichen Nutz- und Haustierrassen der Tierarten Pferd, Rind, Wasserbüffel, Schwein, Schaf und Ziege sowie der Nutzgeflügelarten und Kaninchen.